# Anders Ek
Anders Ek (Göteborg, 7 aprile 1916 – Stoccolma, 17 novembre 1979) è stato un attore svedese.

## Biografia
Anders Ek studiò recitazione con Naima Wifstrand e Gabriel Alw. Dopo la laurea, lavorò per brevi periodi al Teatro Reale Drammatico di Stoccolma e poi in Finlandia dove venne espulso per le sue simpatie socialiste. 
In quegli anni iniziò la collaborazione con Ingmar Bergman, prima in teatro e successivamente al cinema. Dalla seconda metà degli anni sessanta divenne membro stabile della compagnia del Teatro Reale.

## Vita privata
Figlio di un accademico, Sverker Ek, e una scrittrice, Karin Lindblad, ebbe una sorella giornalista e un fratello professore universitario. 
Sposato dal 1942 al 1949 con la coreografa Birgit Cullberg, da lei ebbe tre figli; i gemelli Mats e Malin Ek, il primo coreografo e regista teatrale, la seconda attrice, e Niklas, primo ballerino. Si risposò due volte ed ebbe altri quattro figli.

## Filmografia parziale

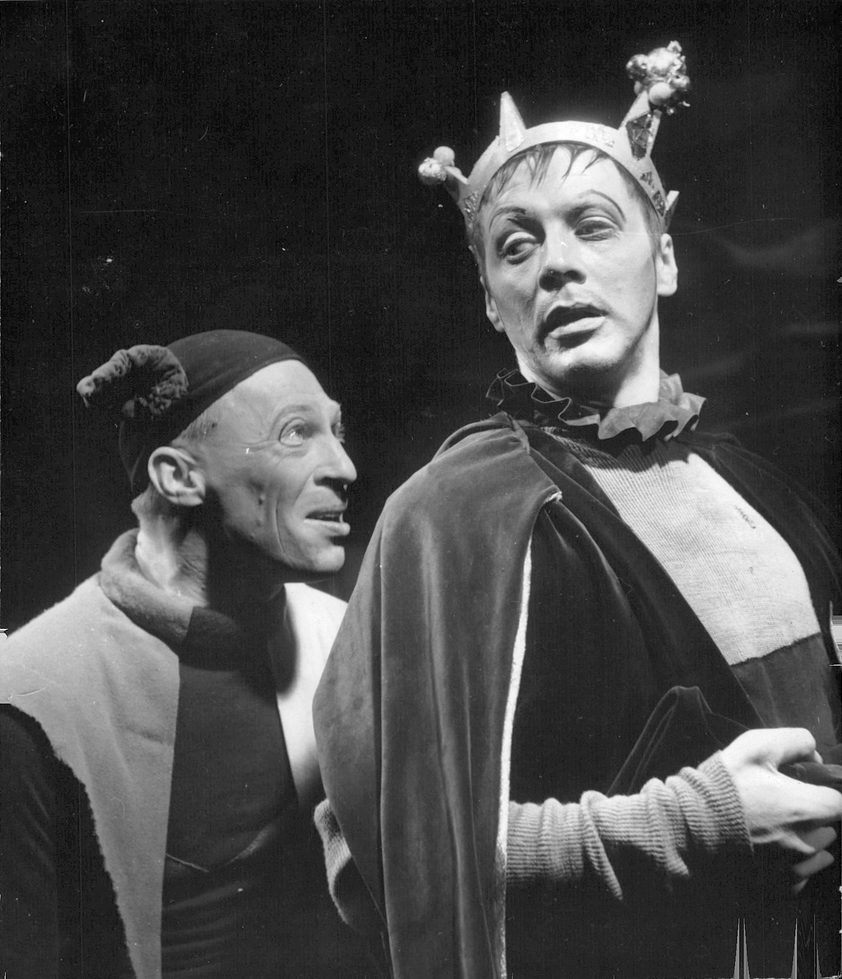
Anders Ek, a sinistra, in scena con Allan Edwall in una rappresentazione al Teatro Reale Drammatico nel 1954

### Cinema
- Il boia di Brandebold (Rid i natt!), regia di Gustaf Molander (1942)
- Rose nere (Svarta rosor), regia di Rune Carlsten (1945)
- När ungdomen vaknar, regia di Gunnar Olsson (1943)
- Una vampata d'amore (Gycklarnas afton), regia di Ingmar Bergman (1953)
- Il settimo sigillo (Det sjunde inseglet), regia di Ingmar Bergman (1957)
- Sussurri e grida (Viskningar och rop), regia di Ingmar Bergman (1972)

### Televisione
- Il rito (Riten), regia di Ingmar Bergman (1969)

## Doppiatori italiani
Nelle versioni in italiano dei suoi film, Anders Ek è stato doppiato da:
- Ferruccio Amendola in Il settimo sigillo
- Bruno Persa in Sussurri e grida

## Teatro
- Il giorno finisce presto (Dagen slutar tidigt), regia e testo di Ingmar Bergman (1947)

## Riconoscimenti
- 1979 - Litteris et Artibus